# La Guerre du feu (film, 1981)
Pour les articles homonymes, voir La Guerre du feu (homonymie).
Pour plus de détails, voir Fiche technique et Distribution.
La Guerre du feu est un film d'aventures préhistorique et imaginaire franco-canadien réalisé par Jean-Jacques Annaud, sorti en 1981. C'est une adaptation du roman éponyme publié en 1909 par J.-H. Rosny aîné.

## Synopsis
Au Paléolithique, la tribu des Oulhamr connaît l'usage du feu et sait le conserver mais pas le produire. Les membres de la tribu des Wagabou envahissent le territoire des Oulhamr et une bataille éclate. Les Wagabou sont représentés comme des sauvages proches de l'animalité, couverts de poils, dont rien n'indique qu'ils maîtrisent un outillage avancé ou le feu, et dont la langue est à l'évidence très rudimentaire. Malgré tout, ce sont eux qui gagnent grâce à l'avantage du nombre, leur force brutale et leurs ruses stratégiques. Une poignée d'Oulhamr réussit à s'enfuir, en laissant en chemin les blessés. Le gardien du foyer s'enfuit lui aussi avec un peu du feu (le reste a été volé par les Wagabou), mais après avoir retrouvé les survivants de la tribu, le peu de braise incandescente finit par s'éteindre. Sans feu, les voilà condamnés à mourir de froid et de faim. Les Oulhamr décident d'envoyer trois de leurs plus braves chasseurs à la recherche du feu : Naoh (Everett McGill), Amoukar (Ron Perlman) et Gaw (Nameer El-Kadi). Au cours de leur périple, ils rencontreront plusieurs espèces de bêtes sauvages, dont des tigres à dents de sabre, ainsi que d'autres espèces humaines primitives.
Les trois Oulhamr entrent d'abord dans le territoire des Kzamm, une tribu qui ne dédaigne pas de capturer des membres de la tribu des Ivaka pour les manger et dont la présence leur est révélée par le feu autour duquel elle se rassemble. Naoh réussit à le leur voler, mais il est blessé en se battant contre deux d'entre eux. Il rejoint Gaw et Amoukar. Une jeune femme appelée Ika (Rae Dawn Chong), une prisonnière Ivaka qui s'est enfuie avec Naoh, les rejoint, cherchant leur protection.
Chemin faisant, Ika se rend compte qu'elle est près de chez elle. Elle essaie de persuader les trois Oulhamr de l'accompagner, mais l'absence d'une langue commune ou une méfiance instinctive les poussent à poursuivre sur le chemin du retour auprès des leurs. Quand Ika les quitte le matin suivant, Naoh se sent très troublé car il ne peut s’empêcher de penser à elle. Il revient en arrière, suivi de Gaw et d'Amoukar malgré leur réticence. Naoh quitte les autres pour aller en éclaireur dans le village mais est capturé par les Ivaka.
Au début, on lui fait subir des brimades et plusieurs formes d'humiliation, mais finalement les Ivaka l'acceptent et lui montrent leurs techniques. Leur tribu est la plus avancée qui nous soit montrée. Ils sont arrivés à l'étape de l'art (peinture sur le corps, cabanes, ornements, poterie primitive) et ce qui est plus important, ils maîtrisent les techniques de production de feu. Quand on apprend à Naoh comment l'allumer, il est bouleversé puis se sent transporté de joie ; sa vie est changée pour toujours.
Inquiets, Gaw et Amoukar vont à la recherche de Naoh et sont capturés eux aussi. Pendant les épreuves qu'on leur fait subir, ils se rendent compte à leur stupéfaction qu'un de ceux qui y participent est Naoh, qu'au départ ils n'avaient pas reconnu puisque son corps est maintenant couvert de peinture comme les Ivaka. Pendant la nuit Gaw et Amoukar s'enfuient, en assommant Naoh pour l'emmener avec eux. Se rendant compte qu'elle aime Naoh, Ika suit le trio et l'aide à s'enfuir.
Sur le chemin du retour, le quatuor doit se battre contre une ourse. Gaw est sérieusement blessé dans sa lutte contre l'animal, mais il réussit à s'enfuir. Les trois autres membres du groupe le retrouvent et Amoukar le porte sur ses épaules. Puis ils doivent affronter Aghoo (Franck-Olivier Bonnet) et ses deux frères, restés à proximité du clan dans le but de leur subtiliser le feu afin de s'attribuer le prestige de la découverte auprès du clan. Alors qu'ils ne disposent que de leurs épieux rudimentaires, Naoh et Amoukar parviennent à les tuer à distance à l'aide des propulseurs de sagaies pris chez les Ivaka.
Alors qu'ils sont sur le point de rejoindre la tribu des Oulhamr, celui qui était chargé de porter le feu tombe à l'eau, et le feu s'éteint. Naoh essaie d'en allumer un nouveau en utilisant quelques brindilles, des excréments et des herbes sèches. Plusieurs essais échouent, mais Ika prend les choses en main, en frottant soigneusement ensemble les brindilles sèches. Dès qu'une petite braise est allumée, la tribu se sent tellement submergée de joie qu'elle reste silencieuse. Finalement, Ika et Naoh découvrent qu'Ika est enceinte de leur enfant. Naoh caresse le ventre d'Ika en regardant la couleur brillante de la lune, laissant les spectateurs espérer qu'ils auront peut-être une postérité.

## Fiche technique
Sauf indication contraire, les informations mentionnées dans cette section peuvent être confirmées par la base de données cinématographiques Unifrance,  présente dans la section « Liens externes ».
- Titre français original : La Guerre du feu
- Réalisateur : Jean-Jacques Annaud, assisté de Dominique Cheminal
- Scénario : Gérard Brach, d'après le roman homonyme de J.-H. Rosny aîné, La Guerre du feu
- Directeur de la photographie : Claude Agostini
- Costumes : Penny Rose, John Hay
- Maquillages Spéciaux : Christopher Tucker, John Caglione
- Montage : Yves Langlois
- Musique : Philippe Sarde
- Affiche : Philippe Druillet
- Conseillers : Anthony Burgess pour le langage, Desmond Morris pour le comportement
- Production : Véra Belmont pour Belstar Production, Jacques Dorfmann pour Stéphan Films (France) ; Denis Héroux et John Kemeny pour Famous Players, International Cinemedia Centre Ltd., Banque Royale du Canada et Ciné Trail (Canada)
- Société de distribution : AMLF (France), Astral Films (Canada)
- Pays de production : 50 %  France, 50%  Canada
- Langue originale : français (langue de tournage) ; Langue imaginaire (audio du film)
- Budget : 12 500 000 $ (estimation)
- Durée : 96 minutes (1h36)
- Genre : Liste de fictions préhistoriques, aventures
- Dates de sortie :
  - France : 16 décembre 1981
  - Canada : 10 février 1982

## Distribution
- Everett McGill : Naoh
- Ron Perlman : Amoukar
- Nicholas Kadi (en) : Gaw (crédité sous le nom de Nameer El-Kadi)
- Rae Dawn Chong : Ika

### Tribu Oulhamr
- Gary Schwartz : Rouka
- Naseer El-Kadi : Nam
- Franck-Olivier Bonnet : Aghoo
- Jean-Michel Kindt : Lakar
- Kurt Schiegl : Faum
- Brian Gill : Modoc
- Terry Fitt : Hourk
- Bibi Caspari : Gammla
- Peter Elliott : Mikr
- Michelle Leduc : Matr
- Robert Lavoie : Tsor
- Joy Boushel : Sura

### Tribu Ivaka
- Mohamed Siad Cockei : Ota Otarok
- Tarlok Sing Seva : Tavawa
- Lolamal Kapisisi : Firemaker
- Hassannali Damji : le vieil homme dans l'arbre

### Tribu Kzamm
- Antonio Barichievich
- Jacques Caron
- Adrian Street
- Jean-Pierre Gagné
- George Buza

### Tribu Wagabu
- Rod Bennett
- Jacques Demers
- Michel Drouet
- Michel Francoeur
- Charles Gosselin
- Bernard Kendall
- Benoit Levesque
- Joshua Melnick
- Jean-Claude Meunier
- Alex Quaglia

## Production
Une première adaptation cinématographique du roman de J.-H. Rosny aîné fut réalisée en 1914 par l'acteur et réalisateur Georges Denola.
Le film est au départ une coproduction franco-canadienne, profitant des nouvelles dispositions fiscales fédérales canadiennes d'alors. S'y adjoindront d'autres productions américaines et diverses européennes.
Le langage Oulhamr parlé par les membres des trois tribus d'Homo sapiens a été inventé par le linguiste Anthony Burgess (L'Orange mécanique). Même si les dialogues ne sont pas intelligibles, ils ont pourtant été conçus de manière réfléchie. Anthony Burgess est parti de l'idée que la multitude de langues actuelles proviendrait de très peu de langues qui en seraient une fusion. Les dialogues du film sont alors conçus à partir d'une langue inventée par Burgess réunissant l'anglais, le français, l'italien, le portugais...
La musique de Philippe Sarde a une grande importance dans la dramaturgie du film, elle contribue à l'ambiance d'aventure épique et accompagne le film dans sa quasi-totalité. Enregistrée à Londres au studio Abbey Road par le London Symphonic Orchestra (LSO) au grand complet, auquel sont ajoutés les Percussions de Strasbourg (neuf percussionnistes, une chorale de 35 choristes, Michel Sanvoisin à la flûte à bec et Syrinx à la flûte de Pan.)

## Accueil

### Accueil critique
L'année de sa sortie au États-Unis, Roger Ebert affirme qu'on est captivé par la quête que mènent les personnages.
En 1982, New York Times écrivait que le film était à la fois une leçon de science, un drame touchant et drôle plein de suspense. De son côté, The New Yorker nuance sa critique trouvant que le scénario accumulent les incohérences et les maladresses.
En 2001, Chicago Tribune expliquait qu'à mesure que l'on regarde le film, on se prend au jeu de savoir si ce que l'on voit a réellement eu lieu.
En 2007, Télérama qualifiait le film d'envoutante épopée et le magazine allemand Cinema le décrit comme un thriller évolutif, visuellement époustouflant et renforcé par la crédibilité du jeu des acteurs.
En 2014, Première rappelait que le film fut un véritable coup de poker de son réalisateur.
En 2017, Le Lexicon of International Film parle d'un film d’aventure soigneusement conçu, excitant et stimulant », qui ne laisse pas indifférents avec ses scènes de violence crues.
En 2018, Le Journal de Montréal affirme qu'après 35 ans, l'œuvre de Jean-Jacques Arnaud n'a rien perdu de sa beauté.
En 2021, Ouest-France trouve l'ensemble du film aussi fascinant que passionnant.

### Box-office
La Guerre du feu a connu un grand succès, en France et à l'étranger : 7,13 millions d'entrées (soit $20 959 585 de recettes,). Ou selon le site IMDB, $20 962 615 de recettes dans le monde, ou $65 302 648 en prenant en compte l’inflation.

## Distinctions
Source : Internet Movie Database

### Récompenses
- César 1982 : meilleur film et meilleur réalisateur
- Saturn Awards 1982 : meilleur film international
- Oscar 1983 : meilleurs maquillages
- Prix Génie 1983 : meilleure actrice pour Rae Dawn Chong, meilleurs costumes pour John Hay, meilleur montage sonore, meilleur son
- BAFA 1983 : meilleurs maquillages et coiffures

### Nominations
- César 1982 : meilleur scénario original ou adaptation pour Gérard Brach, meilleure musique pour Philippe Sarde, meilleure photographie, meilleurs décors
- Prix Génie 1983 : meilleur film, meilleur acteur dans un film étranger pour Ron Perlman
- Golden Globes 1983 : meilleur film en langue étrangère

## Postérité
Le film d'aventures préhistoriques italien La Guerre du fer (La guerra del ferro) d'Umberto Lenzi est parfois considéré comme un remake de La Guerre du feu.

## Analyse

### Réalité scientifique
(mai 2021).
- Si vous ne connaissez pas le sujet, laissez ce bandeau (vous pouvez alors contacter les auteurs).
- Si vous supprimez le contenu mis en cause (vous pouvez préalablement contacter les auteurs),

argumentez précisément cette suppression dans la page de discussion
(un manque de référence n'est pas un argument ; une recherche réelle de référence doit avoir été effectuée, être formellement documentée).
[Voir aussi, dans l'article consacré au roman, la section : « Réception, vraisemblance et véracité scientifique » qui aborde ce sujet sous un autre éclairage, mais avec des conclusions convergentes].
La promotion du film mit en avant que rien dans le scénario n'était contraire aux connaissances scientifiques de l'époque. Toutefois il y a beaucoup de divergences, parfois profondes, avec les connaissances acquises au moment de la réalisation du film.
- l'action est située il y a 80 000 ans et associe des espèces humaines non contemporaines, dans des forêts décidues évoquant l'Europe. Les Oulhamr et les Kzamm (qui présentent des traits anatomiques évoquant les Néandertaliens), et les Ivaka (qui ressemblent quant à eux à des Homo sapiens) sont associés à une autre espèce supposée éteinte à cette époque, Homo erectus (Wagabou) ;
- l'importance du feu comme agent de survie du groupe qui protège du froid et éloigne les bêtes féroces relève peut-être plus du cliché et de l'imagination conditionnée que de la réalité préhistorique : le genre Homo est apparu il y a entre 3 et 2,5 Ma et ses représentants ont survécu sans feu jusqu'à il y a environ 400 000 ans —  époque où son usage maîtrisé se répand largement —, y compris dans une Europe au climat bien plus rude qu'aujourd'hui ; [voir l'article détaillé Domestication du feu, notamment sa section : « Datation », où l'on voit que des utilisations sporadiques plus anciennes sont attestées] ;
- l'image associée aux humains dans le film est celle d'une animalité grossière, sans commune mesure avec l'image que nous renvoient les productions matérielles et les réalisations attestées des groupes humains d'il y a 80 000 ans : démarche et gestuelle simiesque (la bipédie a plus de sept millions d'années), absence d'attention pour les morts (les premières sépultures ont 120 000 ans), outillage lithique quasiment inexistant, comportements caricaturaux (les héros bavent en voyant passer le gibier au loin) ;
- paradoxalement, l'une des rares tentatives d'humanisation des Oulhamr, le dégoût vis-à-vis de l'anthropophagie, n'est pas acquise puisque celle-ci est attestée tout au long du Paléolithique et au-delà, même si sa pratique n'était pas généralisée ;
- les Ivaka utilisent le propulseur, qui n'est attesté que depuis le Solutréen (23 000 à 18 000 ans avant le présent) ;
- enfin, les éléments concernant les relations sociales et la domination masculine brutale ne sont appuyés par aucun argument scientifique.

Dans un essai pour la revue American Anthropologist, le professeur de linguistique de l'université Brown, Philip Lieberman, a qualifié d'« absurde » le mélange de différents niveaux d'avancement parmi différentes tribus vivant à proximité. Lieberman a souligné qu'il « serait très improbable, il y a 80 000 ans », que les humains présentent encore des caractéristiques ressemblant à des singes, tout en notant que la tribu Ivaka était décrite comme ayant « une culture villageoise qui aurait été probable il y a 10 000 ans ».
Si La Guerre du feu a amené le grand public à s'intéresser à la Préhistoire, le film a également contribué à perpétuer de nombreux clichés infondés ainsi qu'une image peu avantageuse des groupes humains préhistoriques, encore ancrés dans une forme de pré-humanité bestiale. Certaines des grandes étapes de l'évolution humaine sont ramenées à l'échelle chronologique d'un groupe d'individus : découverte de la cuisson de la viande par un morceau oublié dans les cendres toute une nuit ; découverte de l'exogamie lorsqu'un protagoniste est capturé pour féconder les femmes d'un clan ; « découverte » de la position face-à-face pendant l'acte sexuel (qui est également pratiquée par les bonobos) ; développement de l'humour (les deux épisodes du caillou reçu sur la tête) ; refus du cannibalisme ; découverte de la médecine (avec une mixture d'herbes) ; problématique de la transmission ou de la production du feu, etc.
Si ce procédé de condensation de faits qui ont abouti à des découvertes majeures pour l'évolution de l'Homme est un classique de la fiction préhistorique, il reste très éloigné de la réalité perçue à travers les connaissances scientifiques actuelles. La plupart des processus en question sont graduels et beaucoup plus complexes.
Il convient donc de rappeler que la Guerre du feu est une œuvre de fiction, qui pourrait toutefois être utilisée dans un contexte de vulgarisation scientifique à la condition de mettre en exergue qu'il est classique dans la démarche narrative d'un auteur de roman — ou un réalisateur de film — de condenser et de romancer des faits pour les rendre compréhensibles et aussi pour toucher notre imaginaire, et de faire une analyse comparée avec les connaissances scientifiques actuelles.
Ce travail d'analyse comparative entre une oeuvre de fiction et la réalité des connaissances scientifiques du moment pourrait être réalisée aussi bien avec ce roman qu'avec la série en bande dessinée Rahan scénarisée par Roger Lécureux - qui ne prétend pas non plus faire une description scientifique de la préhistoire.
La connaissance scientifique est une narration logique basée sur des analyses comparatives issues de données concrètes provenant de fouilles archéologiques (ex : Caune de l'Arago et Homme de Tautavel), de données climatologiques (ex : carottes de glace et paléoclimatologie) et géologiques (ex : taphonomie et biostratigraphie), et plus globalement des sciences de la Terre et de la paléoanthropologie.
Le récit romanesque de La Guerre du Feu est une narration fictive qui prend source dans certaines connaissances scientifiques, mais aussi dans l'imaginaire collectif, dans les mythes, et dans les contes, et peut donc constituer un ouvrage de vulgarisation scientifique au sens d'une tentative de visualiser un monde appartenant au passé — voire éventuellement au futur — et de questionnements ouverts.
Il est utile aussi de rappeler que, dans une analyse comparée entre un récit fictif et un récit scientifique, la connaissance scientifique est elle-même toujours à la croisée des dialogues entre des différences narratives issues de données multiples, dans un contexte méthodique hypothético-déductif et que le travail fructueux de remise en question des données n'a jamais pour but d'établir un dogme mais laisse la place à des évolutions voire à des révolutions comme la découverte d'ADN Néandertalien dans certaines populations actuelles (paléogénétique).
C'est par le dialogue entre les différentes sources narratives issues de données réelles que les connaissances scientifiques avancent, cela étant, les ouvrages de fiction (livres, films, bande dessinées) comme La Guerre du Feu, peuvent donc jouer le rôle d'éveil des consciences par les questionnements qu'ils provoquent et peuvent nous aider à dessiner, par analyse comparée, les limites de nos connaissances qui forment un corpus scientifique évolutif.